# Cumberland, Iowa
Cumberland är en ort i Cass County i Iowa. Vid 2010 års folkräkning hade Cumberland 262 invånare.